# BMX racing masculin aux Jeux olympiques d'été de 2020
Navigation
Rio 2016 Tokyo 2024
Le BMX racing masculin, épreuve de BMX des Jeux olympiques d'été de 2020, a lieu du 29 au 30 juillet 2021 à l'Ariake Urban Sports Park.

## Présentation

### Qualification
Un Comité National Olympique (CNO) peut qualifier un maximum de 3 cyclistes pour le BMX racing. Tous les quotas sont attribués au CNO, qui peut sélectionner les cyclistes qu'il souhaite. 
Il y a un total de 24 places disponibles, réparties comme suit : 
- Classement UCI par nation (18 places) : Les 2 meilleurs CNO remportent chacun 3 places. Les CNO classés 3e à 5e gagnent chacun 2 places. Les CNO classés du 6e au 11e rang gagnent chacun une place. Chaque continent se voit garantir une place.
- Classement individuel élite UCI (3 places) : Les 3 CNO les mieux classés de ce classement, qui n'ont pas encore obtenu de place de quota, remportent chacun une place.
- Championnats du monde 2020 (2 places) : Les 2 meilleurs CNO aux Championnats du monde BMX UCI 2020 , qui n'ont pas encore obtenu de quota, gagnent chacun une place.
- Les championnats du monde 2020 ayant été annulés en raison de la pandémie de COVID-19, ces places sont réattribuées au classement des nations UCI.
- Le pays hôte, le Japon, s'est vu garantir 1 place.

### Format
La compétition est un tournoi en trois tours, avec des quarts de finale, des demi-finales et une finale. La qualification via un contre-la-montre des Jeux précédents a été éliminée. À chaque manche, les cyclistes courent autour d'un parcours de 400 mètres avec des sauts et des virages relevés. Le format est le suivant : 
- Quarts de finale : 4 séries comprennent 6 cyclistes. Chaque série comporte 3 manches, selon un système de point pour place (1 point pour le vainqueur d'une manche, 2 points pour le 2e, etc.). Le but est d'être parmi les coureurs avec le nombre de points le plus faible sur l'ensemble des 3 manches. Les 4 meilleurs cyclistes de chaque manche (16 au total) se qualifient pour les demi-finales ; les autres (8 cyclistes) sont éliminés.
- Demi-finales : 2 manches de 8 cyclistes chacune. Encore une fois, il y a 3 courses par manche, en utilisant le système point-pour-place. Les 4 meilleurs cyclistes de chaque demi-finale (8 au total) accèdent à la finale ; les autres (8 cyclistes) sont éliminés.
- Finale : 1 finale de 8 cyclistes. Il n'y a qu'un seul passage.

### Favoris
Le favori est le champion olympique en titre américain Connor Fields. Ses principaux rivaux sont les Français Sylvain André, Joris Daudet et Romain Mahieu, ainsi que les Néerlandais Niek Kimmann et Twan van Gendt.
Les autres pilotes cités sont les Suisses David Graf et Simon Marquart, le Britannique Kye Whyte, le Colombien Carlos Ramírez et l'Américain Corben Sharrah.

## Résultats
Q - qualifié pour le tour suivant; DNF - n'a pas terminé

### Quarts de finale

#### Série 1
| Rang | #   | Cycliste                 | 1re manche | 2e manche | 3e manche | Total | Notes |
| ---- | --- | ------------------------ | ---------- | --------- | --------- | ----- | ----- |
| 1    | 3   | Sylvain André (FRA)      | 1          | 1         | 1         | 3     | Q     |
| 2    | 5   | Kye Whyte (GBR)          | 3          | 2         | 4         | 9     | Q     |
| 3    | 100 | Romain Mahieu (FRA)      | 2          | 3         | 5         | 10    | Q     |
| 4    | 24  | Corben Sharrah (USA)     | 4          | 5         | 2         | 11    | Q     |
| 5    | 993 | Yoshitaku Nagasako (JPN) | 5          | 4         | 3         | 12    |       |
| 6    | 950 | Alex Limberg (RSA)       | 6          | 6         | 6         | 18    |       |

#### Série 2
| Rang | #   | Cycliste             | 1re manche | 2e manche | 3e manche | Total | Notes |
| ---- | --- | -------------------- | ---------- | --------- | --------- | ----- | ----- |
| 1    | 313 | Niek Kimmann (NED)   | 2          | 1         | 1         | 4     | Q     |
| 2    | 1   | Twan van Gendt (NED) | 1          | 2         | 2         | 5     | Q     |
| 3    | 500 | Renato Rezende (BRA) | 3          | 4         | 3         | 10    | Q     |
| 4    | 143 | Nicolás Torres (ARG) | 4          | 3         | 6         | 13    | Q     |
| 5    | 76  | Helvijs Babris (LAT) | 5          | 5         | 5         | 15    |       |
| 6    | 66  | James Palmer (CAN)   | 6          | 6         | 4         | 16    |       |

#### Série 3
| Rang | #   | Cycliste                 | 1re manche | 2e manche | 3e manche | Total | Notes |
| ---- | --- | ------------------------ | ---------- | --------- | --------- | ----- | ----- |
| 1    | 33  | Joris Daudet (FRA)       | 1          | 1         | 1         | 3     | Q     |
| 2    | 921 | Joris Harmsen (NED)      | 2          | 2         | 2         | 6     | Q     |
| 3    | 40  | Tore Navrestad (NOR)     | 3          | 3         | 3         | 9     | Q     |
| 4    | 120 | Vincent Pelluard (COL)   | 5          | 5         | 4         | 14    | Q     |
| 5    | 179 | Simon Marquart (SUI)     | 4          | 4         | 6         | 14    |       |
| 6    | 155 | Evgeny Kleshchenko (ROC) | 6          | 6         | 5         | 17    |       |

#### Série 4
| Rang | #   | Cycliste              | 1re manche | 2e manche | 3e manche | Total | Notes |
| ---- | --- | --------------------- | ---------- | --------- | --------- | ----- | ----- |
| 1    | 11  | Connor Fields (USA)   | 2          | 1         | 1         | 4     | Q     |
| 2    | 7   | David Graf (SUI)      | 1          | 2         | 3         | 6     | Q     |
| 3    | 278 | Carlos Ramírez (COL)  | 4          | 3         | 4         | 11    | Q     |
| 4    | 593 | Alfredo Campo (ECU)   | 6          | 4         | 2         | 12    | Q     |
| 5    | 117 | Giacomo Fantoni (ITA) | 3          | 6         | 5         | 14    |       |
| 6    | 44  | Anthony Dean (AUS)    | 5          | 5         | 6         | 16    |       |

### Demi-finales

#### Demi-finale 1
| Rang | #   | Cycliste               | 1re manche | 2e manche | 3e manche | Total | Notes |
| ---- | --- | ---------------------- | ---------- | --------- | --------- | ----- | ----- |
| 1    | 100 | Romain Mahieu (FRA)    | 1          | 2         | 1         | 4     | Q     |
| 2    | 278 | Carlos Ramírez (COL)   | 4          | 4         | 2         | 10    | Q     |
| 3    | 3   | Sylvain André (FRA)    | 2          | 3         | 6         | 11    | Q     |
| 4    | 11  | Connor Fields (USA)    | 3          | 1         | DNF (8)   | 12    | Q     |
| 5    | 143 | Nicolás Torres (ARG)   | 5          | 5         | 3         | 13    |       |
| 6    | 120 | Vincent Pelluard (COL) | 6          | 6         | 5         | 17    |       |
| 7    | 921 | Joris Harmsen (NED)    | 7          | 7         | 4         | 18    |       |
| 8    | 1   | Twan van Gendt (NED)   | 8          | 8         | 7         | 23    |       |

#### Demi-finale 2
| Rang | #   | Cycliste             | 1re manche | 2e manche | 3e manche | Total | Notes |
| ---- | --- | -------------------- | ---------- | --------- | --------- | ----- | ----- |
| 1    | 313 | Niek Kimmann (NED)   | 1          | 3         | 2         | 6     | Q     |
| 2    | 5   | Kye Whyte (GBR)      | 3          | 4         | 1         | 8     | Q     |
| 3    | 33  | Joris Daudet (FRA)   | 4          | 1         | 3         | 8     | Q     |
| 4    | 593 | Alfredo Campo (ECU)  | 2          | 2         | 4         | 8     | Q     |
| 5    | 7   | David Graf (SUI)     | 6          | 7         | 5         | 18    |       |
| 6    | 40  | Tore Navrestad (NOR) | 7          | 5         | 6         | 18    |       |
| 7    | 500 | Renato Rezende (BRA) | 5          | 8         | 7         | 20    |       |
| 8    | 24  | Corben Sharrah (USA) | 8          | 6         | 8         | 22    |       |

### Finale
| Rang                                | #   | Cycliste             | Temps    | Notes |
| ----------------------------------- | --- | -------------------- | -------- | ----- |
| Médaille d'or, Jeux olympiques      | 313 | Niek Kimmann (NED)   | 39 s 053 |       |
| Médaille d'argent, Jeux olympiques  | 5   | Kye Whyte (GBR)      | 39 s 167 |       |
| Médaille de bronze, Jeux olympiques | 278 | Carlos Ramírez (COL) | 40 s 572 |       |
| 4                                   | 3   | Sylvain André (FRA)  | 40 s 676 |       |
| 5                                   | 593 | Alfredo Campo (ECU)  | 40 s 705 |       |
| 6                                   | 100 | Romain Mahieu (FRA)  | 41 s 952 |       |
| 7                                   | 33  | Joris Daudet (FRA)   | DNF      |       |
| 8                                   | 11  | Connor Fields (USA)  | DNS      |       |